# Litsea iteodaphne
Litsea iteodaphne är en lagerväxtart som först beskrevs av Christian Gottfried Daniel Nees von Esenbeck, och fick sitt nu gällande namn av Joseph Dalton Hooker. Litsea iteodaphne ingår i släktet Litsea och familjen lagerväxter. Inga underarter finns listade i Catalogue of Life.